# Highest Response Ratio Next
Em Ciência da Computação, HRRN (Highest Response Ratio Next) trata-se de um algoritmo de escalonamento em que são favorecidas as threads que possuem  tempo de execução mais curto, semelhante ao SJF, com a diferença de levar em consideração também o tempo de espera de uma thread. Esta abordagem evita que threads longas (em relacao ao tempo que falta para terminarem suas tarefas) não fiquem esperando por tempo indeterminado.
O cálculo da variável rr (response ratio) é feito da seguinte forma:
{\displaystyle rr={\frac {tempo\_de\_espera+tempo\_de\_servico}{tempo\_de\_servico}}}
rr é calculada dinamicamente e utilizada como prioridade para o escalonamento;
a thread com maior valor na variável rr é a selecionada.